# Distretto di Nyaruguru
Il distretto di Nyaruguru è un distretto (akarere) del Ruanda, parte della Provincia Meridionale, con capoluogo Kibeho.
Il distretto si compone di 14 settori (imirenge):
- Busanze
- Cyahinda
- Kibeho
- Kivu
- Mata
- Muganza
- Munini
- Ngera
- Ngoma
- Nyabimata
- Nyagisozi
- Ruheru
- Ruramba
- Rusenge